# Nonntaler Kaserne

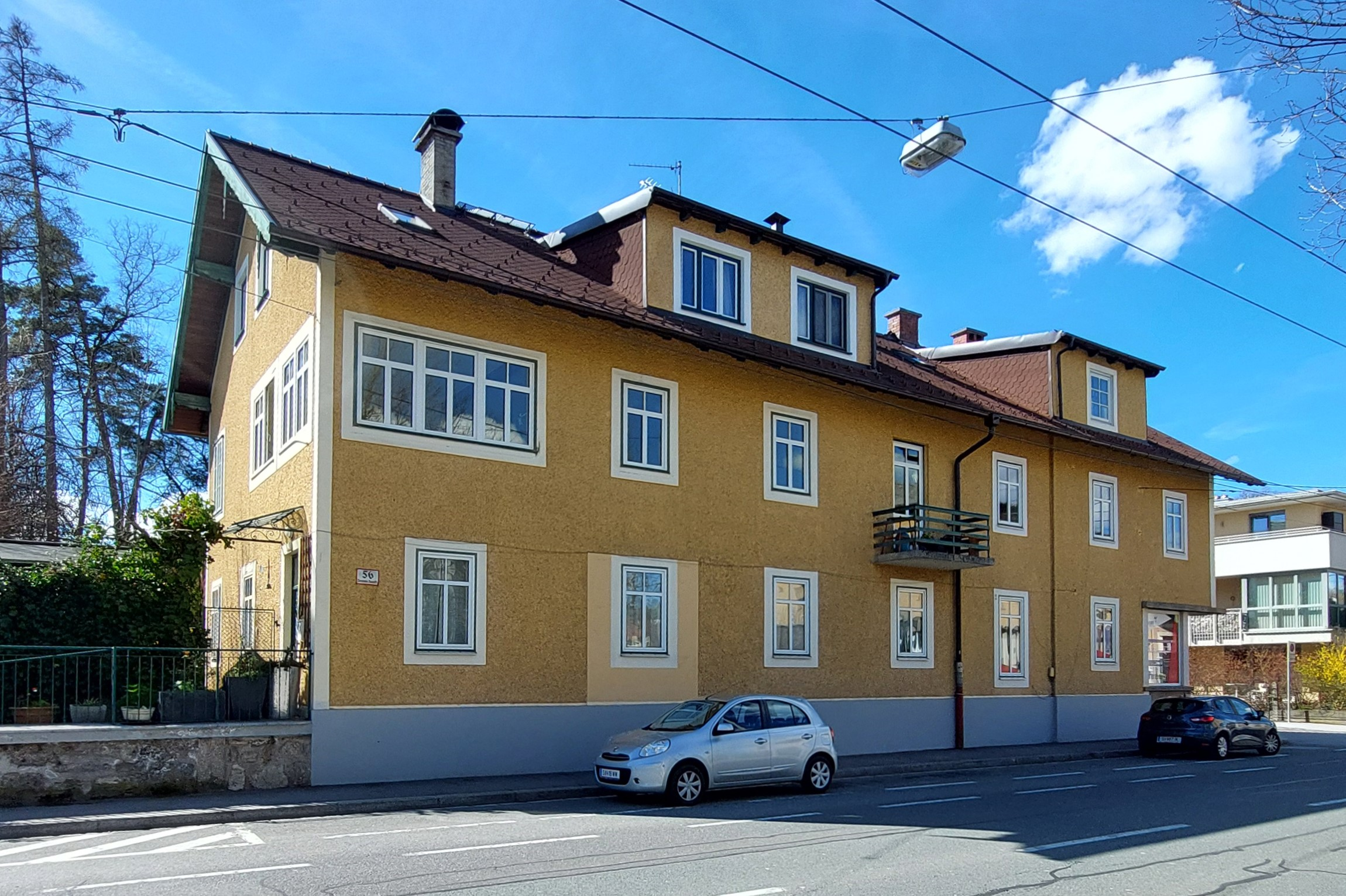
Umgebaute Nonntaler Kaserne, Nonntaler Hauptstraße 56

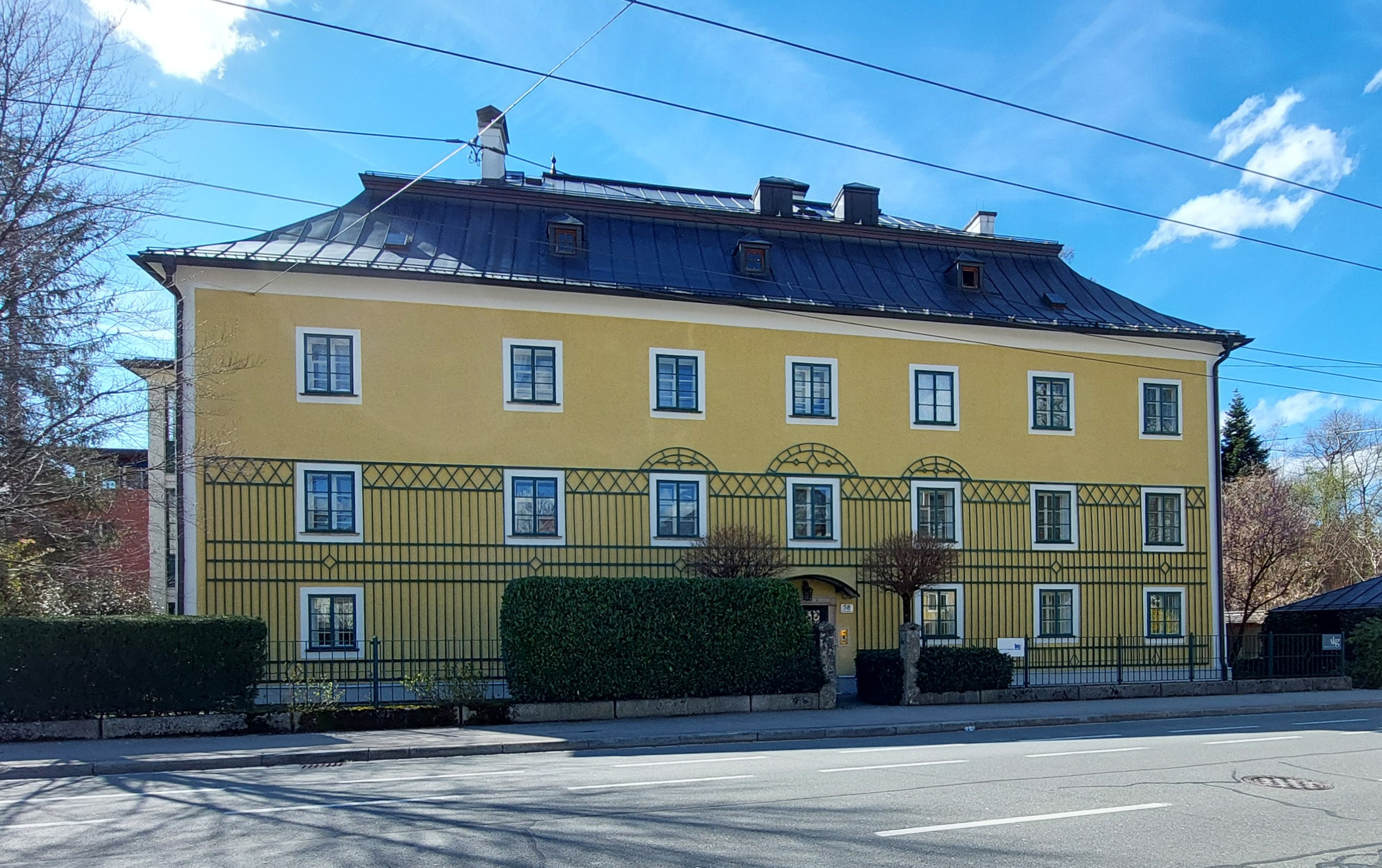
Fürsterzbischöflicher Gestüthof Fürstenallee, Nonntaler Hauptstraße 58

Die Nonntaler Kaserne befand sich von 1582 bis 1935 in Salzburg im Stadtteil Nonntal an der Nonntaler Hauptstraße 56. Ab 1874 wurden auch die daneben liegenden Gebäude des Fürsterzbischöflichen Gestüthofs Fürstenallee als Nebengebäude der Kavalleriekaserne Nonntal für Futtermitteldepots und Lager verwendet.
Ab 1908 war hier das 5. Bataillon des Salzburger Hausregiments der „Rainer“ untergebracht. Auf Wunsch des Erzherzog-Thronfolgers Franz Ferdinand, der das Schloss Blühnbach besaß, sollten beim zumeist nur deutschsprachigen Militär in Salzburg aber auch Angehörige einer anderen Sprache des multinationalen und multikulturellen Reiches den (ab 1908) zweijährigen Wehrdienst ableisten. So wurden der Regimentsstab und drei Bataillone des Böhmischen Infanterie-Regimentes Nr. 75 aus Neuhaus (79 Prozent tschechische Umgangssprache, 20 Prozent deutsche, 1 Prozent verschiedene) mit März 1912 hierher transferiert, wobei ein Bataillon in die Lehener Kaserne kam, die anderen zwei in die Franz Josef-Kaserne bzw. in die Hofstallkaserne und die Nonntaler Kaserne, das Salzburger Hausregiment „Rainer“ wurde in die Hellbrunner Landwehrkaserne und auf die Hoher Stock Kaserne auf der Festung Hohensalzburg verlegt. 1913 wurde hier die Fünfte Batterie des Salzburger Feldkanonen-Regiments Nr. 41 aufgestellt. Auch 1933 wurden hier zwei Kanonen-Batterien einquartiert.
1919 ging die Kaserne an die Stadtgemeinde Salzburg über.